# Team Fortress 2
Team Fortress 2, abreviado por su acrónimo TF2, es un videojuego multijugador de disparos en primera persona desarrollado y publicado por Valve Corporation. Es la secuela del mod de 1996 para Quake del mismo nombre y su remake de 1999, Team Fortress Classic. Fue lanzado por primera vez como parte de la recopilación de videojuegos The Orange Box el 10 de octubre de 2007 para Windows y Xbox 360. Posteriormente se lanzó también una versión para PlayStation 3. Más tarde, el 8 de abril de 2008, se lanzó de forma independiente para Windows a través de la plataforma de Valve y dos años más tarde para OS X; finalmente el 14 de febrero de 2013 fue lanzado para Linux. Las únidades físicas se vendían bajo el control de Electronic Arts, mientras que la distribución en línea de Team Fortress 2 se realizaba desde la plataforma de Steam, donde actualmente sigue como free-to-play desde el 23 de junio de 2011. Además cuenta con microtransacciones e intercambio de armas en el juego a través de Steam. 
En este juego los jugadores deben elegir entre uno de los dos equipos y una de las 9 clases de personajes para jugar en distintos modos como capturar la bandera o rey de la colina. El desarrollo lo lideraron John Cook y Robin Walker, desarrolladores del mod original de Team Fortress para Quake. Team Fortress 2 se anunció en 1998 bajo el nombre Team Fortress 2: Brotherhood of Arms. Inicialmente iba a ser más realista, con aspecto militar y una jugabilidad táctica, pero eso cambió a lo largo de los nueve años de desarrollo. Tras 6 años sin nada de información por parte de Valve, Team Fortress 2 empezó a aparecer en las listas anuales de vaporware de Wired News, entre otra información. El acabado de Team Fortress 2 tenía un aspecto cómico, influenciado por J. C. Leyendecker, Dean Cornwell y Norman Rockwell, empleando el motor Source.
Team Fortress 2 fue aclamado por su aspecto visual, jugabilidad, humor y su uso de un modo de juego exclusivamente multijugador en línea. Valve sigue sacando nuevo contenido con el paso de las temporadas, seleccionando las mejores presentaciones a Steam Workshop. En junio de 2011, el juego se hizo free-to-play, recibiendo dinero únicamente de microtransacciones de cosméticos virtuales. Se introdujo un sistema de obtención aleatoria de objetos que se fue refinando con el paso del tiempo, por el que los jugadores recibían equipamiento y armas que podrían usar por pasar horas jugando. El juego tuvo una historia no oficial de modo competitivo con configuraciones personalizadas durante varios años, pero hoy en día cuenta con un propio sistema de emparejamiento competitivo, similar al que se usa en CS:GO, introducido desde 2016.

## Jugabilidad
Como sus predecesores, Team Fortress 2 cuenta con dos equipos rivales, Reliable Excavation & Demolition (acrónimo RED y representado por el color rojo, red en inglés) y Builders League United (acrónimo BLU y representado por el color azul, blue en inglés), que compiten por un objetivo principal. Los jugadores pueden elegir a una de las nueve clases de personajes para jugar en uno de estos equipos, cada uno con sus ventajas, debilidades y armas exclusivas. Aunque las habilidades de algunas clases se han modificado levemente desde las primeras entregas de Team Fortress, los elementos básicos de cada clase han permanecido, conteniendo un arma principal, un arma secundaria y un arma cuerpo a cuerpo. El juego se lanzó con 6 mapas oficiales, aunque posteriormente se han introducido más de 110 mapas en las actualizaciones y aportaciones de la comunidad que se convirtieron en cooficiales. Cuando los jugadores entran a un nivel por primera vez, se les muestra un vídeo introductorio que les explica cómo completar sus objetivos. Durante las partidas, la Narradora, anuncia varios eventos que suceden en la partida por altavoces. El límite de jugadores es 16 en Xbox 360 y PlayStation 3. En PC, en 2008 Valve actualizó Team Fortress 2 para incluir una variable del servidor que permitió que los servidores albergasen hasta 32 jugadores.
Team Fortress 2 es el primero de los juegos multijugadores de Valve en proveer estadísticas detalladas del jugador. Entre las estadísticas se incluyen: tiempo jugado como cada clase, puntos obtenidos y las mayores capturas u objetivos alcanzados en una sola vida. Hay estadísticas persistentes que indican la mejora del jugador en relación con estas estadísticas, por ejemplo acercarse a su objetivo por mayor daño infligido en una ronda. Team Fortress 2 también tiene numerosos logros que se pueden desbloquear al realizar tareas concretas, como hacer una cierta cantidad de muertes o completar una ronda dentro un cierto tiempo. Con las continuas actualizaciones se han añadido nuevos conjuntos de logros específicos para cada clase, mapa o evento, añadiendo nuevas habilidades y armas para cada clase una vez desbloqueado por el jugador. Este sistema de desbloqueos se ha complementado con un sistema de obtención de objetos aleatorio, con el que los jugadores pueden recibir artículos simplemente jugando al juego. Los logros desbloqueados y las estadísticas se pueden ver en el perfil de Steam, Xbox Live o PSN del jugador.

### Modos de juego
Team Fortress 2 tiene cinco modos de juego principales.
- Atacar/Defender, abreviado como A/D, es un modo de juego cronometrado en el que el equipo BLU tiene que capturar los puntos de control que RED está defendiendo. La cantidad de puntos de control varía según el mapa y por lo general, BLU debe capturarlos en un orden concreto. Para capturar el punto los jugadores deben mantenerse sobre él durante un tiempo, cuantos más jugadores estén sobre el punto de control más rápida se efectuará la captura. En este modo, cuando BLU captura un punto, RED no lo podrá recuperar. El objetivo de RED es defenderlos hasta que acabe el tiempo, el cual se ampliará cada vez que BLU capture un punto de control.[17]
- Capturar la bandera, abreviado como CTF por su nombre en inglés (Capture the Flag), es un modo de juego que enfrenta a BLU y RED a que roben y capturen la bandera enemiga, representada por un dosier con al que denominan «la inteligencia». Cuando el dosier cae queda en el suelo durante un minuto hasta que regresa a la base si no lo recoge nadie antes. El primer equipo en capturar el dosier 3 veces gana.[18]
- Puntos de control, abreviado como CP por su nombre en inglés (Control Points), es un modo de juego cronometrado en el que el mapa contiene varios puntos de control por el mapa, del orden de 3 o 5, en los que el punto central siempre será neutral y los más próximos a la base del equipo correspondiente. Una vez capturado el punto central, el equipo que haya realizado la captura podrá avanzar al siguiente punto enemigo, pero el equipo rival podrá arrebatarle el punto de medio. El límite de tiempo se amplía cada vez que se realiza una captura. Para que gane un equipo debe capturar todos los puntos de control antes de que se acabe el tiempo, de lo contrario el resultado será tablas.[17]
- Rey de la colina, abreviado como KOTH por su nombre en inglés (King of the Hill), es un modo de juego cronometrado que tiene un único punto de control en el centro del mapa que ambos equipos pueden capturar. Cuando uno de los dos lo captura, el tiempo de ese equipo empezará a disminuir, pero el contrario puede arrebatárselo. El primero de los dos en llegar a 0 gana.[19]
- Carga explosiva, abreviado como PL por su nombre en inglés (Payload), es un modo de juego cronometrado en el que el equipo BLU ha de empujar una vagoneta por unos raíles hasta la base enemiga, mientras que RED debe defender su base e impedir que progrese la vagoneta explosiva. Para empujar la vagoneta, los jugadores de BLU deben aproximarse a ella, la cual además les dispensará una breve cantidad de salud y munición por segundo. La velocidad de la vagoneta será mayor cuantos más jugadores del equipo BLU estén junto a ella y cruzará varios «puntos de control» a lo largo del camino. Si un jugador del equipo contrario se aproxima a ella detendrá el progreso hasta que sea derrotado. Para ganar el equipo BLU debe llevar la vagoneta hasta el final del camino, mientras que para que gane RED deben impedir que la vagoneta llegue a un punto de control hasta que se agote el tiempo.[20]

#### Modos de juego alternativos
Hay varios modos de juego alternativos en Team Fortress 2. Estos constan de pocos mapas y no se consideran parte principal del juego en algunos aspectos.
- Arena es un modo de juego especial en el que los jugadores no reaparecen al morir. Gana el equipo que derrote a todos los jugadores.[21] Este modo ya no se puede jugar mediante emparejamiento, pero sí en servidores de la comunidad.
- Mannpower es un modo de juego en el que se usa un gancho y potenciadores que se pueden encontrar por el mapa.[22] A pesar de no estar relacionado con ningún tipo de modo, hay mapas de Mannpower con variaciones de capturar la bandera. En este modo el primero en capturar la bandera 10 veces gana. El modo está muy inspirado en el mod de Quake, Threewave CTF, un mod creado por el antiguo empleado de Valve, David Kirsch.[23]
- Medieval es un modo de juego en el que los jugadores solo pueden usar armas cuerpo a cuerpo y otras que no usen pólvora, como arcos o ballestas.[24] A pesar de no estar relacionado con ningún tipo de modo, el mapa medieval usa una variación de Atacar/Defender con 3 puntos de control, en el que es necesario capturar los 2 primeros para poder optar al tercero.
- PASA-Tiempo es un modo de juego único inspirado en el rugby, desarrollado por Valve, Bad Robot Interactive y Escalation Studios.[25] Ha tres formas de marcar gol (en las porterías de base, las laterales y las de bonificación). Aparecerá una única bola en el centro del mapa, llamada JACK, la cual podrán coger los jugadores y mientras la mantengan no podrán disparar. Los jugadores pueden introducirse en la portería de la base enemiga con el JACK en la mano para marcar o lanzaron a la portería lateral. Cada 3 goles se abre la portería de bonificación, en la cual es mucho más complicado marcar. Para ganar, un equipo debe marcar 5 goles.
- Carrera de vagonetas es similar al modo de carga explosiva, con el objetivo principal de empujar la vagoneta hasta el punto final. Sin embargo, aquí ambos equipos tendrán una vagoneta y el primero de los dos en empujarla hasta el último punto de control gana.[26]
- Aniquilación es un modo de juego creado por la comunidad en el que un jugador al morir deja caer un elemento. El primer equipo en recoger un número concreto de elementos soltados por jugadores muertos gana la partida. Los jugadores de cada equipo con más elementos recogidos se destacará para todos los jugadores y además obtendrá un efecto de curación para él mismo y sus aliados cercanos.
- Entrega especial es un modo similar al de capturar la bandera, pero solo hay un maletín neutral que ambos equipos pueden coger. Cuando un equipo coge el dosier, el equipo contrario no lo podrá coger hasta que pasen 45 segundos y vuelva a su punto de aparición inicial. Gana el equipo que se lleve el maletín hasta la plataforma de carga, que ascenderá de forma gradual hasta que llegue al punto de entrega.[27]
- Control territorial consta de varios puntos de control por el mapa. Al capturar cada uno de ellos el tiempo se ampliará y pueden capturarse tanto por RED como por BLU. A diferencia de los puntos de control, solo hay dos accesibles al mismo tiempo. Gana el equipo que primero capture todos los puntos de control.[17]

#### Otros modos de juego
Estos modos de juego no están categorizados, sino que tienen su sección independiente en el juego.
Halloween es un modo especial que se activa durante la época de Halloween. Da acceso a más de 20 mapas de temática de Halloween y permite usar cosméticos exclusivos. En Halloween 2012 se incluyó una misión extremadamente difícil de Mann vs. Máquinas en donde había que acabar con 800 enemigos zombi. Debido a la popularidad de los eventos de Halloween, Valve añadió posteriormente el modo Luna Llena, que coinciden con los estados de luna llena en la vida real y permite a los jugadores usar los cosméticos de Halloween. En 2013 se incluyó un objeto llamado Eternaween y al usarlo se permitía a los jugadores del servidor usar objetos de Halloween durante 2 horas.
Mann vs. Máquina, abreviado como MvM, es un modo de juego cooperativo en el que los jugadores deben defender su base de oleadas de robots que simulan a las 9 clases del juego y portan una bomba explosiva. Al destruir a estos enemigos se obtienen créditos que los jugadores pueden emplear en comprar mejoras para ellos mismos y sus armas. Los jugadores ganan al sobrevivir todas las rondas. Este modo de juego tiene una versión de pago llamada «Modo Mann», en la que se participa comprando tiques de «Turno de Servicio» y en donde se pueden conseguir cosméticos únicos y armas valiosas al completarlo.
El modo práctica sin conexión es como cualquier otra partida multijugador por complementada exclusivamente por bots. El número de bots y su dificultad se puede ajustar en las preferencias.
El modo entrenamiento ayuda a los jugadores nuevos a entender las habilidades y enseña las cosas básicas de cada una de las nueve clases. Se usan objetivos de madera y bots para enseñar a los jugadores las mecánicas de cada clase del juego.

### Clases y personajes
Hay nueve clases jugables en Team Fortress 2, categorizadas por los roles de ataque, defensa y apoyo. Valve ha recalcado su enfoque en el equilibrio del juego al considerar nuevas mejoras en las clases, ya que cada clase tiene sus propias ventajas y debilidades que conducen a la dependencia de otras clases con el fin de ser eficientes. Esto hace que la jugabilidad necesite un pensamiento más estratégico y una mayor complementación del trabajo en equipo. Cada clase tiene al menos tres armas, un arma principal, un arma secundaria y un arma cuerpo a cuerpo. Aunque en algunos casos hay más espacios para armas, como relojes o PDA.

#### Ataque
- El Scout (Nathan Vetterlein) es un fanático del béisbol y corredor callejero que habla con energía y es un engreído nacido en Boston, Massachusetts, el cual se entrenó para «vencer a esos perros rabiosos».[36] Como resultado, es un personaje ágil y rápido. El Scout es capaz de realizar doble salto y capturar puntos de control y empujar las vagonetas el doble de rápido que las otras clases. En el tráiler Conoce al Spy reveló que su madre está en una relación amorosa con el Spy RED. Además de tener comportamientos de hiperactividad.
- El Soldier (Rick May) es un estereotipo de militar estadounidense altamente patriota (a pesar de nunca haber participado en el Ejército),[37] La explosión del cohete al disparar el lanzacohetes contra el suelo le permite hacer saltos más amplios para llegar a posiciones más altas, similar a la mecánica de Quake, sufriendo unos daños inferiores a los que sufren los jugadores al recibir las explosiones de su arma.
- El Pyro (Dennis Bateman), es un personaje mentalmente inestable con admiración por la piromanía, se desconocen su nacionalidad, su sexo y su nombre. Viste un traje ignífugo de caucho sintético y lleva una máscara antigás con lentes ópticas que hace que su voz sea ilegible y debido a esas lentes proporcionadas por Mann.Co le resulta imposible ver el mundo como lo ven los demás y por lo tanto ese desequilibrio mental. Su arma principal es un lanzallamas con el que puede quemar a los enemigos y soltar descargas de aire comprimido para empujarlos o devolver proyectiles, así como apagar el fuego de aliados en llamas. Su arma secundaria es una escopeta y para defenderse cuerpo a cuerpo tiene un hacha de bombero.[38][39]

#### Defensa
- El Demoman (Gary Schwartz) es un escocés con un solo ojo y de tez oscura, aficionado al alcohol y de Ullapool, Escocia.[40] El Demoman puede usar su armamento predominante y de alto daño explosivo para proporcionar fuego indirecto y poner trampas a sus enemigos.[38]
- El Heavy (Gary Schwartz) es un personaje que resalta los estereotipos rusos, nacido en la URSS y es fuerte tanto en figura como en su acento. Obsesionado y aficionado con sus armas, su posición como la clase más fuerte le permite sostener grandes armas y hacer grandes cantidades de daño, aunque también es la clase más lenta. Su arma cuerpo a cuerpo son sus propios puños, como secundaria tiene una escopeta y de principal una enorme ametralladora rotativa a la que él se refiere afectuosamente como «Sasha».[41]
- El Engineer (Grant Goodeve) es un amigable tejano, relajado e intelectual de Bee Cave, Texas.[42] El Engineer es capaz de construir un número de estructuras para ayudar a su equipo; un arma centinela montada sobre un trípode para defender puntos clave que dispara balas normales como también puede lanzar 4 cohetes, un dispensador de vida y munición, y un teletransportador de una dirección,[38] el cual se puede mejorar en el modo Mann vs. Máquinas para que sea un sistema de teletransporte en dos direcciones. Sus armas son una escopeta como principal y una pistola como secundaria y una llave Stillson como arma cuerpo a cuerpo que también puede utilizarse para reparar, mejorar y acelerar la construcción de sus estructuras. También tiene una PDA con la que puede destruir las construcciones.

#### Apoyo
- El Medic (Robin Atkin Downes), un ''doctor'' alemán de Stuttgart con poca consideración por el juramento hipocrático[43] y es el responsable de mantener a sus compañeros de equipo vivos, aún que en el tráiler de Meet the Medic se puede apreciar en una parte del vídeo cómo dice que perdió su licencia médica. El Medic está armado con una pistola de jeringas como arma principal, una pistola médica que cura a sus compañeros y puede lanzar una Supercarga cuando está al 100 %, brindando invulnerabilidad temporal. Como arma cuerpo a cuerpo tiene un serrucho. Tiene palomas como mascotas, una de las cuales se llama Arquímedes.
- El Sniper (John Patrick Lowrie) es un neozelandés serio y con acento australiano que racionaliza su tipo de trabajo,[44] equipado con un fusil de francotirador con puntero láser para disparar a los enemigos desde lejos como arma principal, un subfusil como arma secundaria y un kukri para combate cuerpo a cuerpo.[38] También se toma en serio su trabajo como se aprecia en el Conoce al Sniper.
- El Spy (Dennis Bateman) es la novena y última clase, un inexpresivo francés. Tiene herramientas ocultas, como un dispositivo de invisibilidad basado en un reloj, un kit de disfraces para hacerse pasar por los enemigos y un zapador electrónico utilizado para sabotear y potencialmente destruir las construcciones de los Engineer enemigos. El Spy también tiene un arma cuerpo a cuerpo, una navaja mariposa para apuñalar enemigos en la espalda y un arma de fuego, un revólver.[38] En Conoce al Spy revela que tiene una relación amorosa con la madre del Scout del equipo BLU.

#### Personajes no jugables
Hay otros personajes como la Narradora también conocida como la Administradora (doblada por Mª Rosa Guillén), a quien no se ve físicamente dentro del juego pero da información de la partida a los jugadores y su asistente Miss Pauling (Ashly Burch). El elenco se amplió con los eventos de Halloween, incluyendo personajes como el Jinete Decapitado sin Montura y el MONÓCULUS. En 2012 y 2013 se añadió a Merasmus y el Bombinomicón y Redmond, Blutarch y Zepheniah Mann (doblados por Nolan North en inglés). El personaje Davy Jones (doblado por Calvin Kipperman en inglés) aparece en 2018 en el mapa «Cursed Cove».
En el vídeo de la actualización «Jungle Inferno», Saxton Hale, director de Mann Co. tiene la voz de JB Blanc en inglés.

### Juego competitivo
Team Fortress 2 también se juega de forma competitiva, a través de múltiples ligas no oficiales. La liga norteamericana ESEA respalda una liga premiada de Team Fortress 2, con 8.386,06 euros como bote final para los mejores equipos en 2012. TF2 también se juega en varias ligas free-to-play incluyendo UGC (United Gaming Clans) y ETF2L en Europa. Team Fortress 2 competitivo se juega en su mayoría como Highlander (uno de cada clase, 9 jugadores por equipo) o 6 contra 6 (2 Scout, 2 Soldier, 1 Medic, y 1 Demoman, pudiendo usar otras clases en ciertas situaciones). El competitivo es muy diferente al TF2 normal, ofrece un ambiente con un nivel más alto de trabajo en equipo que en servidores públicos (abreviados como «pubs»). La mayoría de los equipo utilizan un programa de voz para comunicarse fuera del juego y usar combinaciones de estrategia y lograr objetivos contra otros equipos. Muchas ligas competitivas tiene una listan de eliminación de objetos, a fin de acelerar la jugabilidad e impedir estrategias sin probar o no deseadas en las partidas.
El 29 de enero del 2016 Valve confirmó el inicio de la beta de emparejamiento competitivo para Team Fortress 2. El anuncio se dio a conocer en los subforos de Reddit por uno de los desarrolladores. Junto a dicho anuncio se creó un grupo de Steam con el objetivo de debatir acerca del emparejamiento y leer noticias como correcciones de errores, equilibrio de clases y posibles mejoras.
El modo competitivo se volvió disponible para todos los jugadores el 6 de julio del 2016 junto con la actualización Meet your Match8.386,06. En la página del evento se explica cómo funciona dicho modo de juego: Todas las partidas son de 6 contra 6 con jugadores del mismo nivel y se contabilizará cada victoria y derrota en la cual la clasificación del jugador se verá afectado, por tanto habrá una penalización en caso de abandonar la partida, pero se dará la posibilidad de reincorporarse a la misma en caso de perder la conexión. Cabe decir que para participar en el modo competitivo es necesario ser usuario prémium de Team Fortress 2 y tener activado el Steam Guard.

## Desarrollo

### Orígenes
Team Fortress comenzó originalmente como un mod gratuito para Quake. El desarrollo en Team Fortress 2 había cambiado al motor GoldSrc en 1998 después de que el equipo de desarrollo Team Fortress Software (compuesto por Robin Walker y John Cook), fuesen contratados y finalmente empleados de Valve Corporation. En el momento de la adquisición de la producción de Team Fortress Software este pasó a un nivel superior y comenzó a ser un producto independiente, vendiéndose en tiendas, y para marear a los fanáticos se empezó a trabajar en un simple port del juego que fue lanzado en 1999 como Team Fortress Classic de forma gratuita. Notablemente, Team Fortress Classic fue construido en su totalidad dentro del dominio público disponible de Half-Life en el Software Development Kit como un ejemplo a la comunidad y a la industria de su flexibilidad.
Walker y Cook han sido fuertemente influenciados por su restricción contractual y ahora trabajaban a tiempo completo en sus diseños, que estaban sufriendo una rápida metamorfosis. Team Fortress 2 iba a ser un moderno juego de guerra, con una jerarquía de mando incluyendo a un comandante con una vista de águila del campo de batalla, paracaidistas sobre territorio enemigo, una red de comunicación por voz y otras numerosas innovaciones.
El nuevo diseño fue revelado al público en el E3 de 1999, donde ganó varios premios incluyendo el premio a Mejor Juego en Línea y Mejor Juego de Acción. A estas alturas Team Fortress 2 tenía un título distinto, con el subtítulo Brotherhood of Arms, y los resultados de Walker y Cook trabajando en Valve eran cada vez más evidentes. Varias tecnologías nuevas y sin precedentes se mostraban, con animaciones perfectamente mezcladas para un movimiento más suave y realista (animación paramétrica), y una tecnología de Intel llamada malla de multirresolución que reduce de forma dinámica el detalle de los elementos que aparecen en la pantalla, ya que se hacía más distante para mejorar el rendimiento (una técnica obsoleta por la disminución de consumo de memoria; actualmente se utiliza una técnica conocida como nivel de detalle, que usa más memoria pero menos potencia de procesamiento). No se dio la fecha de lanzamiento en la exposición.
A mediados del año 2000, Valve anunció que el desarrollo de Team Fortress 2 se había retrasado por segunda vez. Atribuyeron esto al retraso por cambiarse por un motor interno, que hoy en día se conoce como motor Source. En torno a estas fechas todas las noticias se detuvieron y Team Fortress 2 entró en un plazo de seis años de desarrollo silencioso. Durante ese tiempo, tanto Walker como Cook trabajaron en otros proyectos de Valve, siendo Walker líder del proyecto de Half-Life 2: Episode One y Cook desarrollador de Steam, lo que llevó a dudas sobre si Team Fortress 2 sería realmente un proyecto activo al que se hizo referencia en varias ocasiones.

### Diseño final
El siguiente desarrollo público importante se produjo en el periodo previo al lanzamiento de Half-Life 2 en 2004: el director de comercialización de Valve, Doug Lombardi, afirmó que Team Fotress 2 todavía estaba en desarrollo y que la información acerca de él iba a salir después del lanzamiento de Half-Life 2. Esto no sucedió; ni hubo noticias tras una alegación similar de Lombardi durante una entrevista anterior con respecto a Half-Life 2: Episode One. Antes del lanzamiento de Episode Two Gabe Newell de nuevo afirmó que las noticias sobre Team Fortress 2 vendrían y Team Fortress 2 fue presentado de nuevo en el evento EA Summer Showcase de julio de 2006.
Walker reveló en marzo de 2007 que Valve había construido silenciosamente «probablemente tres o cuatro juegos diferentes» antes de establecer su diseño final. Debido al largo tiempo de desarrollo del juego se mencionó a menudo junto a Duke Nukem Forever, otro juego que se anticipó mucho, teniendo varios años de desarrollo y cambios de motor de juego. La versión beta del juego presentaba seis mapas multijugador, de los cuales tres contenían comentarios opcionales de los desarrolladores del diseño del juego, de los niveles y de los personajes, y daba más información en la historia tras el desarrollo.
Team Fortress 2 no intenta obtener el enfoque gráfico realista usado en otros juegos del motor Source como Half-Life 2, Counter-Strike: Source y Day of Defeat: Source. Más bien, se utiliza un enfoque más estilizado, como de dibujos animados «muy influenciados por las ilustraciones comerciales de principios del siglo XX» y fue logrado con el uso y manipulación extensiva del sombreado de Phong. Los comentarios de los desarrolladores sobre el juego sugieren que parte de la razón del estilo caricaturesco era por la dificultad de explicar los mapas y personajes en términos realistas. La eliminación del énfasis en situaciones realistas permite que estas explicaciones sean esquivadas. El juego debutó con la nueva iluminación dinámica del motor Source, tecnologías de sombreado y de partículas, entre muchas otras características sin anunciar, junto a Half-Life 2: Episode Two. Team Fortress 2 también fue el primer juego en implementar las nuevas funciones del Facial Animation 3 del motor Source.
El estilo de arte fue inspirado por J. C. Leyendecker, además de Dean Cornwell y Norman Rockwell. Sus estilos distintivos de fuertes siluetas y sombreado para llamar la atención a detalles específicos se adaptaron, haciendo que los modelos fuesen distintos, con el enfoque de hacer todos los elementos más identificables. Las siluetas y animación se utilizaban para hacer la clase de personaje más aparente incluso desde lejos y se usó un esquema de colores que llamaba la atención. Las voces seleccionadas para cada clase se basaron en imaginarse como habría esperado la gente de los años sesenta que sonasen, según el escritor Chet Faliszek.
El diseño de los mapas tienen un fuerte tema de genio maligno con fortalezas espía arquetípicas, ocultas dentro de construcciones discretas tales como almacenes industriales y granjas para dar verosimilitud a sus proximidades cercanas; estas bases normalmente están separadas por espacios neutrales. Las bases esconden exageradas superarmas, tales como cañones láser, ojivas nucleares e instalaciones de lanzamiento de misiles, haciendo el rol de objetivos. Los mapas tienen poco desorden visual y modelos estilizados, casi impresionistas, para permitir a los enemigos ser descubiertos fácilmente. El enfoque al diseño impresionista también afecta a las texturas, que están basados en fotos filtrados y mejoradas a mano, dándoles una calidad táctil y brindando a Team Fortress 2 un aspecto distintivo. Las bases están diseñadas para que los jugadores sepan inmediatamente de que equipo son. Las bases de RED usan colores cálidos, materiales naturales y formas angulares, mientras que las bases del BLU usan colores fríos, materiales industriales y formas ortogonales.

### Lanzamiento
Durante la conferencia de prensa de Electronic Arts de julio de 2006, Valve reveló que Team Fortress 2 se enviará como un componente multijugador de The Orange Box. Un tráiler de la conferencia mostrando las nueve clases demostró por primera vez el nuevo estilo visual del juego. El director general de Valve, Gabe Newell, dijo que el objetivo de la compañía era crear «el mejor videojuego multijugador y más atractivo basado en clases». Una versión beta de todo el juego se lanzó en Steam el 17 de septiembre de 2007 para clientes que precompraron The Orange Box, quienes activaron su cupón Black Box, que venía incluido con la serie de tarjetas gráficas ATI HD 2900XT y para miembros del Valve Cyber Café Program. La beta continuó hasta la versión final del juego.
El juego fue lanzado el 10 de octubre de 2007, tanto como un producto independiente vía Steam como en tiendas como parte de la compilación The Orange Box, al precio de venta recomendado de cada plataforma de videojuegos.. The Orange Box también contiene Half-Life 2, Half-Life 2: Episode One, Half-Life 2: Episode Two y Portal. Valve ofreció The Orange Box con un descuento del 10 % para aquellos que precompraron el juego a través de Steam antes del 10 de octubre, así como la oportunidad de participar en la prueba beta.

### Poslanzamiento
Desde el lanzamiento de Team Fortress 2, Valve ha lanzado actualizaciones y parches continuamente por Steam para Microsoft Windows, OS X y Linux; aunque la mayoría de los parches son para mejorar la fiabilidad del software o ajustar los cambios de jugabilidad. Varios parches fueron utilizados para introducir nuevas características y modos de juego, siendo a veces asociados con material de mercadotecnia como cómics o vídeos en la web del juego; este blog también se usa para mantener a los jugadores al día del desarrollo en curso de Team Fortress 2. Hasta julio de 2012, a cada clase se le ha dado un parche dedicado que ofrece nuevas armas, objetos y otros cambios en la jugabilidad; estos parches de clases solían ir acompañados de un vídeo de «Conoce al Equipo» de cada clase. Otros parches importantes incluyeron nuevos modos de juego como Carga Explosiva, Carrera de Vagonetas, Entrenamiento, Highlander, Medieval, y los modos Mann vs. Máquinas. También se han lanzado parches con actualizaciones temáticas como un mapa de Halloween, con artículos únicos disponibles solo durante un período determinado cerca de dicha festividad. Otras nuevas características han dado a los jugadores la capacidad de la elaborar nuevos elementos en el juego, intercambiar objetos con otros jugadores, comprar artículos en el juego a través de fondos de Steam, y guardar y editar vídeos de repeticiones que pueden publicarse en YouTube.
Valve ha lanzado herramientas para permitir a los usuarios crear mapas, armas y artículos cosméticos a través de un sitio de contribución; los más populares se van añadiendo como contenido oficial para el juego. Esta característica ha creado posteriormente la base de la función de Steam Workshop. En una ocasión, más de cincuenta usuarios de la comunidad de creación de contenidos trabajaron con Valve para crear una actualización de contenido oficial en mayo de 2013, con todo el contenido generado por estos jugadores. Valve informó que en junio de 2013, se entregaron más de 10 millones de dólares entre más de 400 miembros de la comunidad que contribuyeron con contenido al juego, incluyendo un total de 250 000 dólares para los participantes de la actualización de mayo de 2013.
El desarrollo del nuevo contenido se ha confirmado para la Xbox 360, mientras que el desarrollo para la PlayStation 3 se consideró «incierto» por Valve. Sin embargo, la versión de Team Fortress 2 para la PS3 recibió una actualización que reparaba algunos de los problemas en el juego, que van desde problemas gráficos hasta problemas en la conectividad en línea; esta actualización fue incluido en un parche que también reparaba problemas encontrados en otros juegos de The Orange Box. Las actualizaciones lanzadas en PC y planeadas para un lanzamiento tardío en Xbox 360 incluyeron nuevos mapas oficiales y modos de juego, así como ajustes para las clases y nuevas armas que pueden ser desbloqueados por el sistema de logros del juego. Los desarrolladores intentaron negociar con Microsoft y su Xbox 360 para lanzar estas actualizaciones en la consola como gratuitas, pero Microsoft se negó y Valve anunció que iba a lanzar paquetes de actualizaciones juntos para justificar el precio.
El 10 de junio de 2010, Team Fortress 2 fue lanzado para OS X, poco después del lanzamiento de Steam para OS X. El lanzamiento se anunció con una imagen similar a una publicidad del iPod, mostrando una silueta oscura del Heavy en un fondo verde claro, con su Focata resaltado en su mano. Se añadieron unos auriculares para usar en el juego, otorgados por iniciarlo en OS X antes del 14 de junio inicialmente, aunque el periodo se extendido hasta el 16 de agosto.
El 6 de noviembre de 2012, Valve anunció el lanzamiento de Team Fortress 2 para Linux como parte del lanzamiento de la beta cerrada de Steam en la plataforma. Esta versión inicial de Steam y Team Fortress 2 fue dirigido a Ubuntu con soporte para otras distribuciones previstas para el futuro. Más tarde, el 20 de diciembre de 2012, Valve abrió el acceso a la beta, incluyendo Team Fortress 2, para todos los usuarios de Steam sin la necesidad de esperar una invitación. El 14 de febrero de 2013, Valve anunció el lanzamiento total del juego para Linux. Desde entonces hasta el 1 de marzo, cualquiera que jugara el juego en Linux podría recibir un pingüino Tux de regalo para equiparse en el juego.
Team Fortress 2 se anunció en marzo de 2013 como primer juego compatible con Oculus Rift, un casco de realidad virtual para uso doméstico. A los jugadores que compraron Oculus Rift se les otorgó un casco del visor para el juego.

#### Intercambios
El 17 de diciembre de 2011 Kotaku informó de que la economía de compraventa de Team Fortress 2 aspira a tener un valor de más de 50 millones de dólares.

#### Free-to-play

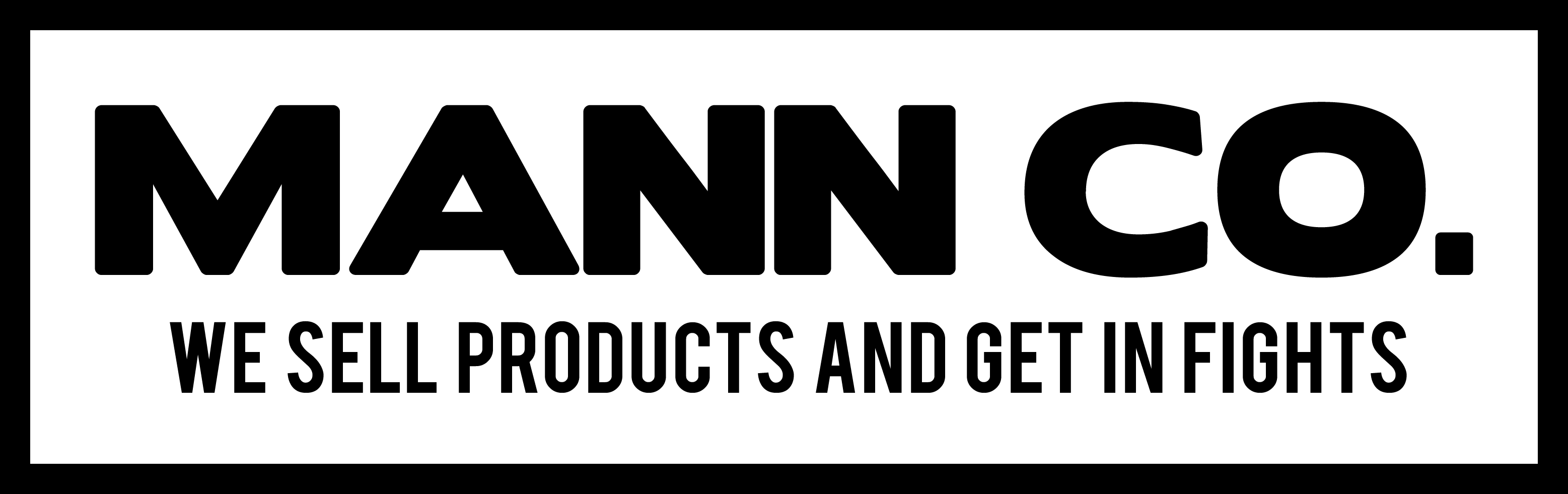
Logotipo de la empresa ficticia del juego, Mann Co.

El 23 de junio de 2011, Valve anunció que Team Fortress 2 se convertiría en un título free-to-play; el juego básico podía ser disfrutado de forma gratuita, mientras que equipamiento único, cosméticos del personaje y similares van a estar disponibles como microtransacciones a través de la tienda del juego vinculado a Steam. Aunque Valve continuaría añadiendo elementos a la tienda para el juego, Walker afirmó que continuarán ofreciendo nuevas características y artículos de forma gratuita. Walker señaló que a través de diversas promociones, Valve ha tenido que comprender a la gran variedad de usuarios que continúan jugando, y que para un título multijugador, «mientras más personas juegan al juego, mayor será el valor que tendrá para el cliente individual». La decisión se produjo una semana después de que Valve introdujera varios juegos de terceros free-to-play al servicio de Steam y comentó a los periodistas que estaban trabajando en su propio título free-to-play. Después de nueve meses del cambio de modelo, Valve notificó que los ingresos de Team Fortress 2 habían aumentado doce veces de lo que previamente habían visto antes del cambio.

#### Problema de bots en 2020
En abril de 2020, Team Fortress 2 empezó a recibir una gran cantidad de cuentas bot en partidas de emparejamiento. Este problema ha sido el peor enemigo de Team Fortress 2 durante un largo tiempo. Algunos de estos bots causaban lag y provocaban cuelgues en los clientes, mientras que otros llenaban el chat de spam con copiapegas de temática furry. En junio se crearon nuevos bots que además llevaban aimbot y llenaban el chat de mensajes racistas y homófobos.
El 16 de junio de 2020, Valve respondió a esto con duras restricciones para las cuentas que no habían pagado en la tienda de Mann Co., impidiéndoles usar el chat de texto y voz, y el 24 de junio restringió a estos jugadores cambiar sus nombres de Steam mientras estaban conectados a Team Fortress 2. Algunos miembros de la comunidad de Team Fortress 2, en respuesta, desarrollaron bots «Hacker Police» o «Extermination Services» programados para atacar exclusivamente a los jugadores detectados como cuentas bot.

## Marketing
Para promocionar el juego, Valve ha publicado una serie de tráileres llamados «Conoce al Equipo» desde mayo de 2007. Elaborado con el motor del juego y modelos de los personajes ligeramente más detallados, la serie consta de vídeos cortos sobre los personajes, mostrando sus personalidades y tácticas. Generalmente están entremezclados con clips del personaje en combate. La forma en que estos se presentan, ha variado drásticamente: la primera entrega, «Conoce al Heavy», representa una entrevista con el ruso obsesionado con las armas mientras que «Conoce al Soldier» muestra al Soldier dando una lección desinformada de Sun Tzu a una colección de cabezas decapitadas como si fueran reclutas novatos. Generalmente los vídeos los lanzaba Valve, aunque con una notable excepción: el vídeo «Conoce al Spy» fue filtrado por YouTube durante la semana de la actualización de Sniper contra el Spy.
Los vídeos de «Conoce al Equipo» están basados en los guiones usados por los actores de doblaje para cada clase; los guiones de «Conoce al Heavy» son casi una copia del guion del Heavy palabra por palabra. Otros más recientes, como «Conoce al Sniper», contienen más material original. Estos vídeos los usó Valve para ayudar a mejorar la tecnología del juego, específicamente mejorando las animaciones faciales, así como una fuente de nuevos elementos en la jugabilidad, tales como el «Focata» del Heavy o el «Fraskungfú» del Sniper. El vídeo final de la serie, «Conoce al Pyro», salió el 27 de junio de 2012. Newell ha declarado que Valve está usando los cortos como medio de exploración de posibilidades para hacer largometrajes y creía que solamente los desarrolladores de videojuegos tenían la capacidad de traer las partes interesantes de un juego a una película, sugiriendo que esta sería la única manera de que se hiciera una película basada en Half-Life. Un corto titulado «Fecha de caducidad», se lanzó el 17 de junio de 2014. Los cortos se realizaron con Source Filmmaker, que se lanzó oficialmente en fase beta abierta el 11 de julio de 2012.
En recientes actualizaciones importantes del juego, Valve ha presentado imágenes y cómics en línea que expanden la historia ficticia del juego. En agosto de 2009, Valve trabajó con el escritor de cómics estadounidense Michael Avon Oeming para enseñar a Valve «acerca de lo que significa tener un personaje y hacer el desarrollo del mismo en un formato de cómic, narrando un cuento». «Bala perdida», un cómic asociado con la actualización del Engineer, establece la historia de RED contra BLU como resultado de la última voluntad y testamento de Zepheniah Mann en 1890, forzando a competir a sus dos hijos Blutarch y Redmond entre sí por el control de las tierras de Zepheniah; ambos diseñando formas de mantener su inmortalidad hasta el presente, esperando sobrevivir para conseguir el control de las tierras. Este y otros cómics también hablan de otros personajes secundarios, como Saxton Hale, el director de Mann Co., la empresa que provee las armas para ambos equipos y que fue heredada por uno de los ancestros de Hale por Zepheniah y la Narradora, la locutora del juego, que vigila todo y alienta al conflicto entre RED y BLU. Los cómics coleccionados fueron publicados por Dark Horse Comics en Valve Presents: The Sacrifice and Other Steam-Powered Stories, un volumen con otros cómics creados por Valve para Portal 2 y Left 4 Dead, lanzado en noviembre de 2011. Los detalles acumulados en actualizaciones, tanto del juego como de las páginas web de Valve, desde 2010 hasta 2012 fueron parte de un juego de realidad alternativa que precede el modo Mann vs. Máquinas, que fue revelado como un juego cooperativo el 15 de agosto de 2012.
Valve había proporcionado otras promociones para atraer usuarios al juego. La empresa había permitido jugar de forma gratuita a Team Fotress 2 durante algunos fines de semana. Mediante una de las primeras actualizaciones, los sombreros y los accesorios se pudieron cambiar o añadir a cualquiera de las clases, dando a los jugadores una cierta capacidad para personalizar el aspecto de su personaje. Se añadieron nuevas armas en actualizaciones para permitir que los jugadores eligieran el equipamiento que mejor se adaptase a ellos. 
Se podía conseguir sombreros y armas mediante un sistema de obtención aleatoria, mediante fabricación o intercambio, o incluso por promoción cruzada: se han otorgado sombreros y armas de edición limitada por precomprar o desbloquear logros en otros contenidos de Steam, tanto de Valve (como Left 4 Dead 2 y Alien Swarm) como de terceros (como Sam & Max: The Devil's Playhouse, Worms: Reloaded, Killing Floor o Poker Night at the Inventory, que cuenta con la clase Heavy como personaje). Según Robin Walker, Valve había introducido estos sombreros adicionales como medio indirecto para que los jugadores mostrasen su estado en el juego o su gusto por otra saga de videojuegos simplemente con su apariencia visual.
El Pyro, el Heavy y el Spy del equipo RED funcionan como un solo personaje en el lanzamiento de Sonic and All-Stars Racing Transformed en PC.
La primera publicidad emitida en televisión del juego se estrenó durante el primer episodio de la quinta temporada de The Venture Bros. en junio de 2013, constando de accesorios en el juego creados con la ayuda de Adult Swim.

## Recepción
Tras su lanzamiento, Team Fortress 2 recibió elogios en sus críticas, con una media de puntuaciones de un 92/100  y 92,60 % en Metacritic y GameRankings respectivamente. Muchos críticos alabaron el estilo caricaturesco, el espíritu alegre de su jugabilidad, y el uso de distintos personajes y apariencias para las clases impresionó a los críticos, con PC Gamer UK declarando que «hasta ahora los juegos multijugador simplemente no lo han tenido». Del mismo modo, los modos de juego fueron bien recibidos, GamePro describió las situaciones como que se centraban «solamente en sencilla diversión», mientras que varios críticos habían elogiado a Valve por el mapa Hydro y sus intentos en crear un modo de juego con variedad en cada mapa. También recibieron elogios por el diseño de los niveles, el equilibrio del juego y la importancia del trabajo en equipo. Team Fortress 2 ha recibido varios premios individualmente por su modo multijugador y su estilo gráfico, así como también ha recibido algunos premios a «Juego del Año» como parte de The Orange Box.
Aunque Team Fortress 2 fue bien recibido, su eliminación de granadas específicas para cada clase, una característica que se encontraba en las ediciones previas de Team Fortress, supusieron cierta polémica entre los críticos. IGN expresó cierta decepción ante esto, mientras que PC Gamer UK se regocijó de ello, diciendo: «las granada se han eliminado por completo; gracias a Dios». Algunas críticas abarcaron una serie de problemas, tales como falta de contenido adicional, como bots (aunque Valve añadió bots más tarde con una actualización), problemas para algunos jugadores al ubicarse por la falta de un minimapa y algunas críticas sobre la clase Medic, al ser muy pasivo y repetitivo por naturaleza. El Medic ha sido desde entonces modificado por Valve, dándole nuevas armas y habilidades desbloqueables.
Con la «actualización de la Fiebre del Oro» en abril de 2008, Valve empezó a añdir elementos fundamentales para los personajes en forma de armas desbloqueables para cada clase, lo que inició una serie de actualizaciones consecuentes, siendo la más destacada la del Sniper contra el Spy en 2009, que introdujo los cosméticos desbloqueables al juego. Cada actualización importante introducía una serie de armas y cosméticos disponibles, pero también se introdujeron opciones de monetización, permitiendo finalmente que el juego acabase siendo free-to-play. A día de hoy, Team Fortress 2 se considera uno de los primeros juegos en ofrecer videojuegos como servicio, algo que se pondría de moda en la década de 2010.

## Requisitos
Sistema Operativo
- Windows® 10 o Superior.
- Requisito mínimo de CPU: Monocore de 1.7 GHz o superior.
- Requisitos recomendados de CPU: Intel Intel Pentium IV 3.0 GHz o más

Memoria Física (RAM)
- Mínimo: 512MB Oficial, 2GB Según comunidad
- Recomendado: 2GB Oficial, 4GB Según comunidad

Tarjeta de vídeo
- Mínimo: NVIDIA GeForce 6 o superior, compatible con DirectX 8.1 o superior.
- Recomendado: NVIDIA GeForce 8500 Series o superior, o ATI Radeon o superior.

Requisitos del sistema MAC:
- Mínimo: OS X versión Leopard 10.5.8, Snow Leopard 10.6.3, 1 GB de RAM, NVIDIA GeForce 8 o superior, o ATI X1600 o superior, Ratón, Teclado, Conexión a Internet

Conexión
- Mínimo: 128Kbps o superior. (La velocidad mínima se ha mantenido desde 2007, pero con las actualizaciones y mapas más extensos y la variación masiva de Jugadores, se recomienda jugar a 128Kbps con un total de 10 a 14 Jugadores máximo)
- Recomendado: 768Kbps o superior (Recomendado para jugar en mapas extensos con un total de 15 a 25 jugadores máximo; en caso de superior, ilimitado a disponibilidad del servidor)